# Telekura
Telekura (テレクラ Terekura?), abreviatura para la expresión inglesa telephone clubs (テレフォン クラブ terefon kurabu?), son servicios de citas a través del teléfono, originarios de Japón.

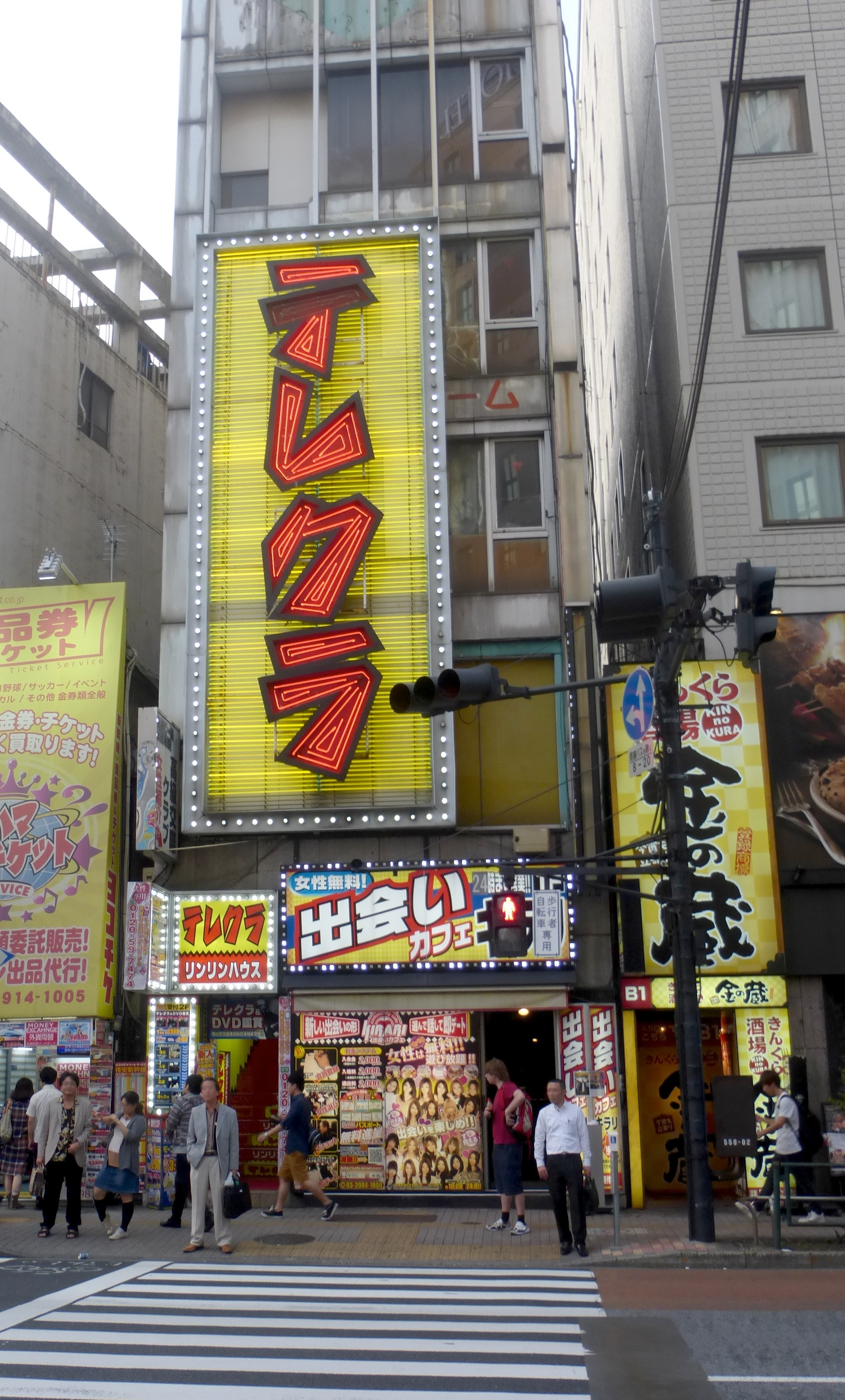
Telekura en Ikebukuro

Durante la década de los 90, fueron muy populares los establecimientos de telephone clubs, donde un cliente masculino pagaba una cuota para entrar en una cabina con un teléfono. El teléfono entonces sonaba con llamadas de mujeres o adolescentes dispuestas a ir a una cita - el entendimiento implícito es que esto llevaría a relaciones sexuales remuneradas. Estos clubes han sido prohibidos como medida contra la prostitución en algunas jurisdicciones de Japón.
En los telephone clubs modernos, los miembros pagan una cuota, después de lo cual se les facilita números de teléfono móvil de las mujeres que se han inscrito voluntariamente a dicho servicio. Después de esto, el cliente puede concertar una cita con una de las chicas. Se cree que la mayoría de usuarios de estos servicios son practicantes de enjo kōsai.
Una variación de esta práctica es el merukura (メルクラ?) - un servicio de citas a través del teléfono móvil u ordenador, originario de Japón. El término proviene de la contracción del vocablo japonés derivante del inglés mail club (メール クラブ mēru kurabu?). A través de un servidor central, se intercambian correos electrónicos entre los miembros del servicio, garantizando que las direcciones de correo se mantengan en el anonimato. Los merukura se utilizan para diversos fines, pero fundamentalmente para concertar citas, buscar amistad, o encontrar una pareja sexual. Es común que solo el hombre tenga que pagar para participar.